# دينامو بريانسك
دينامو بريانسك هو نادي كرة قدم روسي أٌسس عام 1931. يلعب النادي في الدوري الوطني الروسي لكرة القدم.